# Битка у заливу Чесапик
Битка у заливу Чесапик вођена је 5. септембра 1781. између енглеске и француске флоте. Део је Америчке револуције, а завршена је победом Француза.

## Битка
Командант француске флоте у Индији, адмирал Грас, искрцао се 30. августа у залив Чесапик са 3300 војника. Намера им је била да учествују у нападу на Јорктаун. Сазнавши за покрете француске армије, британски адмирал Томас Грејвс је 5. септембра са 20 линијских бродова, 7 фрегата и 1 брандером стигао пред Чесапик. Французи су због ветра морали сачекати осеку и затим дуго маневровати како би образовали неуредну колону. Када су Французи око 14 часова стигли својим челом бочно од британског центра, Грејвс је узео курс према противничком челу. У 15 часова и 46 минута наредио је флоти да ангажује Французе са одстојања од 1 кабела, али је и даље вијао сигнал за колону. Борбене инструкције тога времена нису предвиђале сигнале којима би Грејвс показао своју намеру: ангажовање непријатеља по дивизијама. Тако је британска флота ангажовала француску на традиционалан начин, уводећи бродове у борбу почесно, почевши са чела. Грејвс је изашао из строја покушавајући да оствари своју намеру. Неколоко бродова из строја следило је његов командни брод. Свега 12 британских бродова могло је да ступи у борбу са француским. Француска флота их је ангажовала из заветрине. Артиљеријски бој трајао је до мрака, а противници су остали у визуелном додиру све до ноћи 9/10 септембар. Не угледавши 10. септембра Британце на бојном пољу, Грас је упловио у Чесапик. Губици: Французи 200 погинулих и рањених, Британци 336. Французи су постигли стратегијски успех; задржали су превласт у Чесапику и тиме допринели капитулацији Корнволиса чиме је Амерички рат за независност завршен.